# Марьино (Шаровский поселковый совет)
Марьино (укр. Мар'їне), село,
Шаровский поселковый совет,
Богодуховский район,
Харьковская область.
Код КОАТУУ — 6320855702. Население по переписи 2001 г. составляет 177 (74/103 м/ж) человек.

## Географическое положение
Село Марьино находится на обоих берегах (в основном на левом) безымянного левого притока реки Мерчик.
Река течет по балкам Мандрычина и Гартоватая.
Ниже по течению примыкает село Першотравневое.
До 1999 г. выше по течению было село Деркачи, теперь это часть села Марьино.

## История
- 1829 — дата основания.
- На 01.09.1946 было центром Марьинского с/с в Краснокутском районе.

## Экономика
- В селе есть молочно-товарная ферма.

## Достопримечательности
- Братская могила советских воинов. Похоронено 175 воинов.
- Памятный знак воинам-односельчанам. 1941—1945 гг.